# Colorium

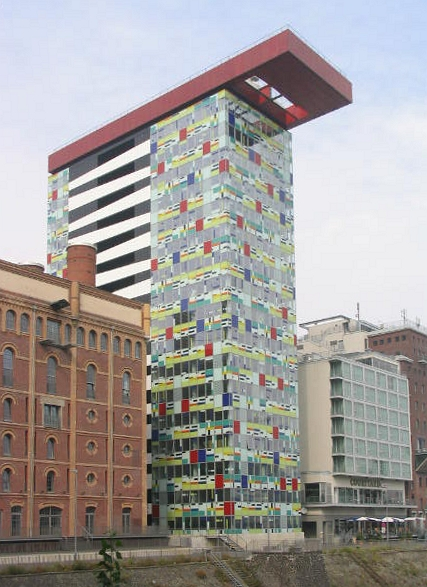
Das Colorium im Düsseldorfer Medienhafen

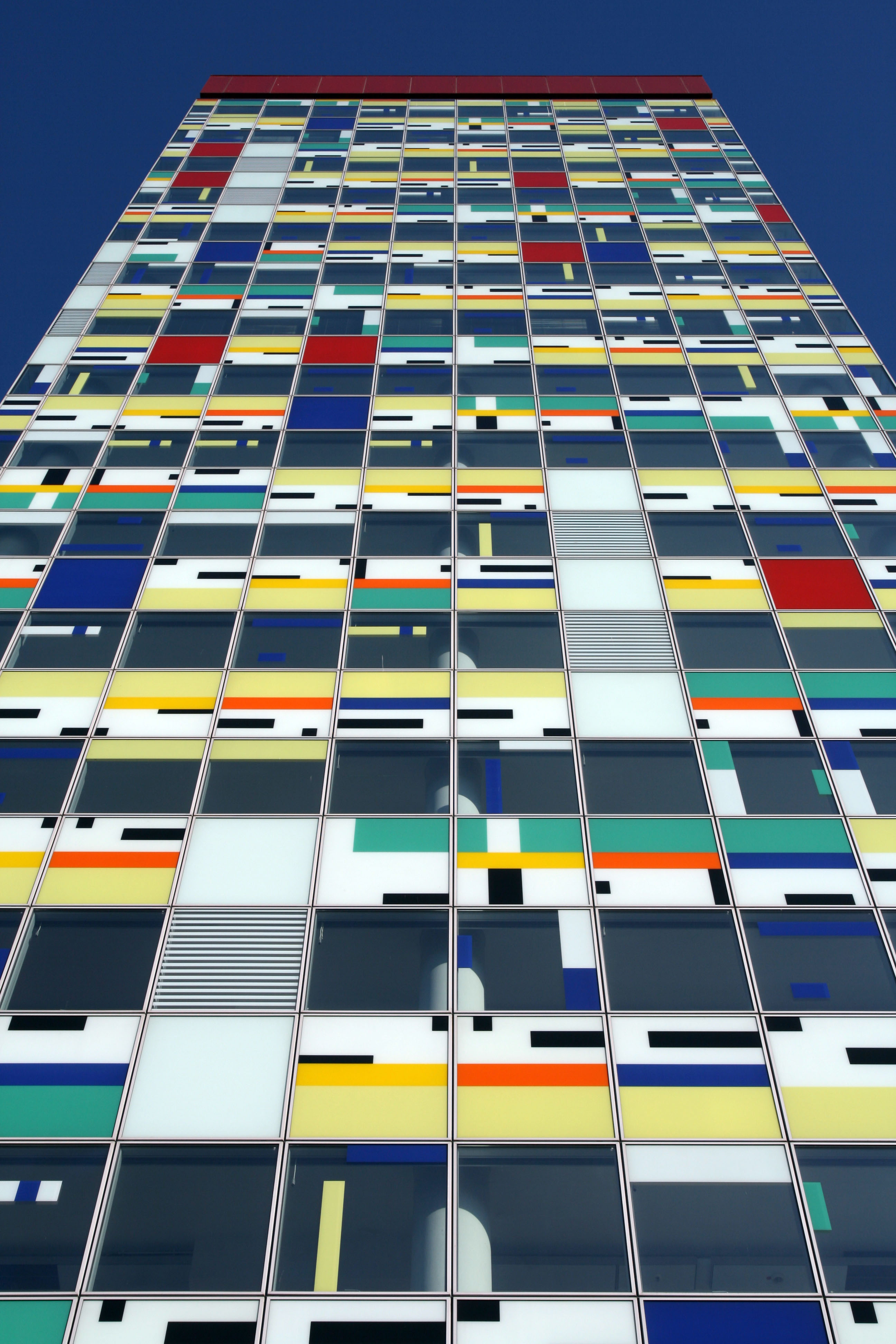
Colorium, hafenabgewandte Fassadenseite

Das Colorium ist ein 17-geschossiges Hochhaus an der Speditionstraße im Medienhafen der Stadt Düsseldorf. Entworfen wurde es vom britischen Architekten William Allen Alsop für die Ibing Immobilien GmbH. Die Fertigstellung erfolgte im Dezember 2001.

## Gestaltung
Herausstechendes Alleinstellungsmerkmal in der Architektur am Medienhafen sind die farbenfrohe Fassade und das rote Technikgeschoss, das den mit 62 Metern derzeit zweithöchsten Bau im Hafen krönt. Über 2200 farbig bedruckte Glaspaneelen aus Wärmeschutzisolierglas wurden nach einer genauen Gestaltungvorgabe durch die Architekten angebracht und bilden in Kombination mit einem innen liegenden Sonnenschutz die Vorhangfassade. Bei der Aufteilung der Farbflächen wechseln sich vollflächig gefärbte Flächen mit Mustern aus bis zu vier Farben ab. Die farbliche Gestaltung setzt sich auch im Innern des Gebäudes fort.

## Nutzung
Das Colorium wurde im Jahre 2013 zum Hotel umgebaut. Es verfügt auf einer Fläche von etwa 8000 m² über 134 Zimmer, davon 58 Einzel- und 76 Doppelzimmer.